# Roš hašana (Talmud)
Roš hašana (hebrejsko ראש השנה, Novo leto) je judovska razprava iz drugega dela (reda) Mišne z naslovom Moed (Prazniki). Mišna je osnova za razprave tako v Babilonskem kot v Jeruzalemskem Talmudu. Roš hašana je osma razprava v Moedu in vsebuje štiri poglavja. V njih so zapisana najpomembnejša pravila v zvezi s koledarskim letom, opisi začetkov mesecev, predpisi o obliki in rabi šofarja in predpisi za verske obrede na praznik Novega leta.

## Vsebina
Mišna se začne s prikazom štirih začetkov verskega in civilnega leta (1:1), govori o štirih sodnih dneh romarskih praznikov in Roš hašani (1:2), šestih mesecih, v katerih bodo glasniki Sanhedrina oznanili novo luno, se pravi nov mesec (1:3), dveh mesecih, katerih začetek bodo Sanhedrinu tudi na šabat oznanile priče (1:4), četudi bo mesec viden vsem (1:5). Gamaliel bo celo na Šabat poslal po štirideset parov prič od daleč (1:6). Če bi bila med pričami, zadolženimi za novo luno, oče in sin, ki sta v sorodu in kot taka ne smeta pričati skupaj, se morata odpraviti v bet din (hebrejsko בית דין‬ Bet Din, hiša (raz)sodbe) (1:7), ker ne spadata k tistim, ki so absolutno primerni za pričanje (1:8).
Šibke in bolne se je moralo prinesti na nosilnici, jih zaščititi pred napadi saducejev in oskrbeti s hrano, ker so morali potovati tudi na šabat (1:9). Drugi so šli skupaj z njimi zato, da bi prepoznali neznance (2:1). V starih časih so goreče grmade na hribih vse do Babilona oznanjale posvetitev novega meseca. To navado so uvedli potem, ko so jih saduceji poskušali prevarati (2:2, 2:3, 2:4). Zborno mesto za priče je bilo Veliko sodišče, imenovano Bet Ya'azeḳ (2:5), kjer jih je čakalo obilje hrane in imuniteta pred zakonom (2:6). Prvi par prič je bil glede videza lune zaslišan ločeno od drugih, vsi ostali pa so bile manj skrbno zaslišane skupaj. Mišna poudarja, da bi vse priče morale imeti občutek, da je njihovo pričanje enakovredno pričanju pred sodiščem (2:6). Av bet din (predstojnik sodišča) je nato sklical veliko skupščino in vsem navzočim oznanil: »Posvečen!« (2:8). 
Za oznanjanje meseca so obstajale številne ovire, na primer da ni bilo časa za slovesnost ali da ni bilo prič. V prvem primeru je nov mesec postal naslednji dan po novi luni, v drugem primeru pa je posvetitev meseca opravil kar bet din.

## Šofar
Mišna obravnava tudi zakone o šofarju, ki ne sme biti iz kravjega roga, predpisuje njegovo rabo na Roš hašano, postni dan in Jovel, zadnje leto v ciklu sedmih šabatnih let (šmita). Opise tudi napake šofarja in njihovo odpravljanje.
V nevarnih časih so se ljudje za skupno molitev zbirali v jamah in votlinah in pred molilnice prišli samo med trobljenjem šofarja. Vernike so pozivali naj bodo čvrsti in jih spomnili na Mojzesa v vojni z Amalkiti. Gluhonemi, duševno bolni in otroci so bili po zakonu neprimerni za trobljenje na šofar. 
Rabin Johanan ben Zakkai (30-90 n. št.) je uvedel pravilo, da se takrat, ko pade praznik na soboto, trobi samo na sinodi v Jamniji in okoliških mestih, v nekem drugem obdobju pa da se trobi samo v Templju. Predpisal je tudi, da lulav izven Templja traja sedem dni, in prepovedal uživanje novega žita na drugi dan Pashe. 
Če se je zasliševanje prič za opazovanje nove lune raztegnilo do večera, je pričam dovoli priti v Jamnijo tudi v odsotnosti av bet dina. Mišna nato obravnava vrstni red molitev Malkujot, Zikronot in Šoferot, povezanih z božjim kraljestvom, previdnostjo in trobljenjem na šofar za klicanjem prihodnosti. Določa tudi vodjo molitev in njegovo povezavo s teki'ah in opisuje tudi potek praznovanja, kateremu sledi vrstni red tradicionalnih šofarjevih melodij. Razprava se zaključuje z določitvijo dolžnosti vodje molitev in prisotnih.

## Tosefta
Tosefta vsebuje komentarje, ki tvorijo osnovo Gemare v obeh Talmudih, in vsebuje:
- splošni letni koledar,
- predpise za priče, ki ugotavljajo začetek meseca,
- zgodovinsko gradivo, povezano s signali z ognjem, glasniki in njihovim sprejemanjem ob sobotah,
- predpise o pričah, njihovem zasliševanju in posvetitvi meseca,
- zgodovinske podatke o Gamalielu in njegovem sporu z Jozuetom,
- predpise o šofarju in njegovi rabi,
- hagadske izreke o pobožnosti,
- predpise rabina Johanana ben Zakkaija, povezane z Roš hašano, šabatom in drugim in
- vrstni red molitev.